# Jüngling von Salamis

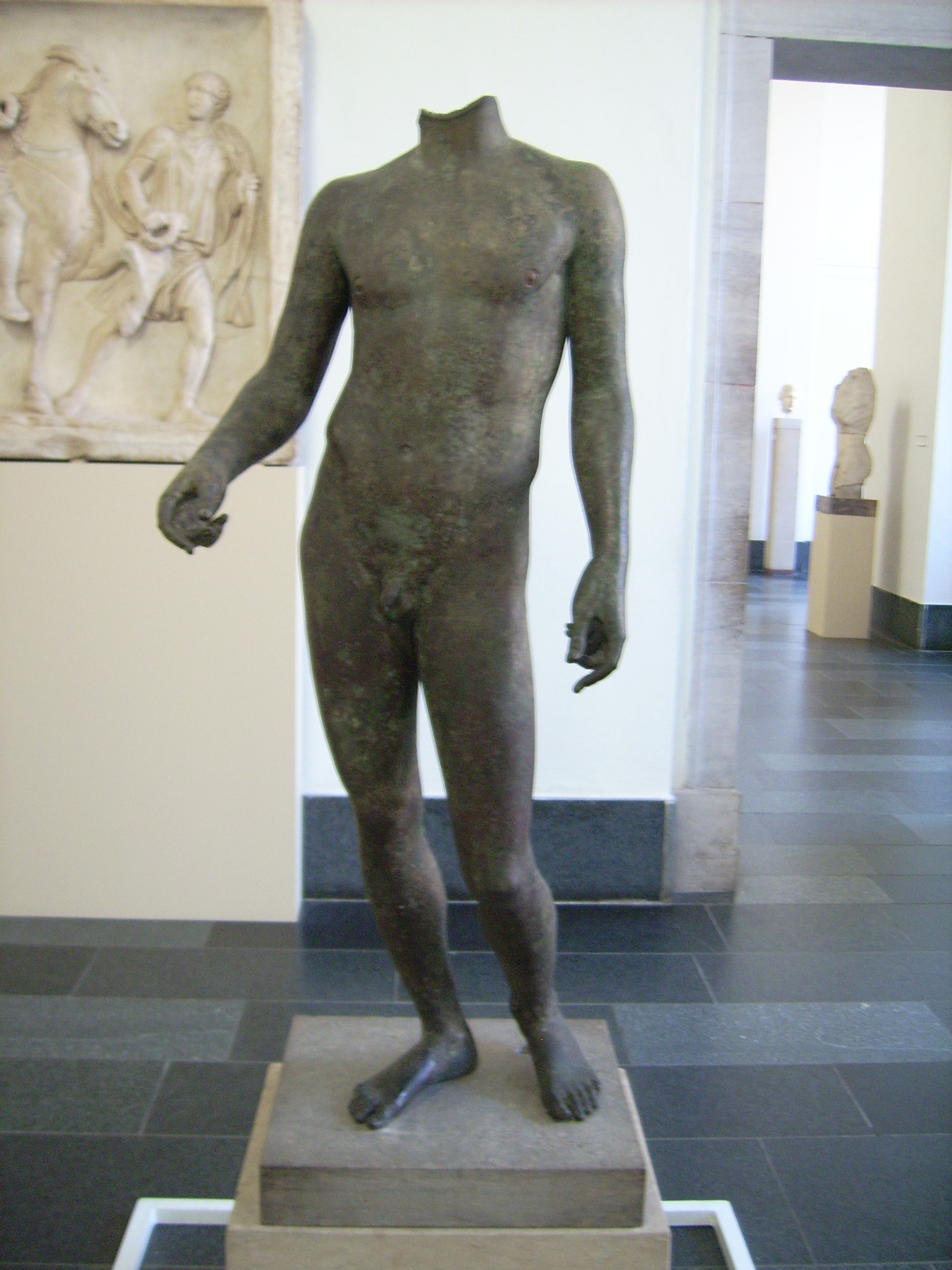
Jüngling von Salamis

Der Jüngling von Salamis ist ein Bronzetorso, der im Meer nahe der Insel Salamis gefunden und 1884 für die Berliner Antikensammlung erworben wurde. Heute ist der Torso im Mittelsaal des Obergeschosses im Alten Museum  ausgestellt. Eine Entstehung etwa 30 oder 20 v. u. Z., also während des frühen römischen Kaisertums, gilt mittlerweile als sicher. Zuvor hatte man die Darstellung als klassisches griechisches Original eingeordnet.

## Fund
Die Figur, die bei Salamis gefunden und bei Eleusis an Land gebracht wurde, war durch Verkalkung und Muschelansatz stark verkrustet. 1878 wurde sie in Piräus zum Kauf angeboten und von dem russischen Sammler Peter Alexandrowitsch Sabouroff erworben, zunächst russischer Gesandter in Athen, anschließend russischer Botschafter in Berlin. Im Frühjahr 1884, bei seinem Weggang aus Berlin, löste Sabouroff seine Sammlung auf. Hierbei kamen u. a. alle Skulpturen in die Berliner Antikensammlung, darunter auch „der [wohl] kostbarste Schatz der Sammlung“, die „fast lebensgroße Bronzestatue“, die „auf dem Meeresgrunde an der Küste von Salamis aufgefunden“ worden war.

## Beschreibung
Bei der Reinigung, die nach dem Übergang in die Berliner Antikensammlung vorgenommen wurde, ging die schwarze Patina, mit der die Figur ursprünglich überzogen war, fast vollständig verloren. Um gravierendere Reinigungsschäden zu heilen, wurde eine gelbliche Füllmasse eingesetzt. Der erhaltene Torso ist 119,6 cm hoch, an den Schultern 36,9 cm, an den Hüften 26,3 cm breit. Die ursprüngliche Höhe von der Sohle bis zum Scheitel wird auf rund 137 cm geschätzt. Neben dem Kopf und Teilen des Halses fehlen auch die Gegenstände, die der „Jüngling“ (Ephebe, eine männliche Person zwischen Knaben- und Mannesalter) vermutlich in den Händen gehalten, und die Basis, auf der er gestanden hatte. Der Klassische Archäologe Wolf-Dieter Heilmeyer, langjähriger Direktor des Antikenmuseums der Staatlichen Museen zu Berlin, spricht von einem „jungen männlichen Körper […] von ausgereiften Gliedern“. Das schulterlange lockige Kopfhaar zeichne sich noch ab. Wie die ambivalente Körperhaltung zeige, könne der Jüngling keine schweren Gegenstände getragen haben.
Das Bronzematerial, das mehrteilige Gussverfahren und die Techniken des Zusammensetzens sind sehr gut erforscht.